# لیرشید
لیرشید (به آلمانی: Lierschied) یک شهر در آلمان است که در Verbandsgemeinde Loreley واقع شده‌است. لیرشید ۴۹۳ نفر جمعیت دارد.